# Kanoistika na Letních olympijských hrách 1964
Závody v kanoistice na Letních olympijských her 1964 v Tokiu.

## Medailisté

### Muži
| Kategorie | Zlato                                                                                            | Stříbro                                                                                                   | Bronz                                                                             |
| --------- | ------------------------------------------------------------------------------------------------ | --- | --------------------------------------------------------------------------------- |
| C1 1000 m | Jürgen Eschert · Tým sjednoceného Německa (EUA)                                                  | Andrei Igorov · Rumunsko (ROU)                                                                            | Yevgeny Penyayev · Sovětský svaz (URS)                                            |
| C2 1000 m | Sovětský svaz (URS) · Andrei Khimich · Stepan Oshchepkov                                         | Francie (FRA) · Jean Boudehen · Michel Chapuis                                                            | Dánsko (DEN) · Peer Nielsen · John Sørensen                                       |
| K1 1000 m | Rolf Peterson · Švédsko (SWE)                                                                    | Mihály Hesz · Maďarsko (HUN)                                                                              | Aurel Vernescu · Rumunsko (ROU)                                                   |
| K2 1000 m | Švédsko (SWE) · Sven-Olov Sjödelius · Gunnar Utterberg                                           | Nizozemsko (NED) · Antonius Geurts · Paulus Hoekstra                                                      | Tým sjednoceného Německa (EUA) · Heinz Büker · Holger Zander                      |
| K4 1000 m | Sovětský svaz (URS) · Nikolai Chuzhikov · Anatoli Grishin · Vyacheslav Ionov · Volodymyr Morozov | Tým sjednoceného Německa (EUA) · Günther Perleberg · Bernhard Schulze · Friedhelm Wentzke · Holger Zander | Rumunsko (ROU) · Simion Cuciuc · Atanase Sciotnic · Mihai Ţurcaş · Aurel Vernescu |

### Ženy
| Kategorie | Zlato                                                                  | Stříbro                                                         | Bronz                                          |
| --------- | ---------------------------------------------------------------------- | --------------------------------------------------------------- | ---------------------------------------------- |
| K1 500 m  | Ljudmila Chvedosjuková · Sovětský svaz (URS)                           | Hilde Lauer · Rumunsko (ROU)                                    | Marcia Jones · Spojené státy americké (USA)    |
| K2 500 m  | Tým sjednoceného Německa (EUA) · Roswitha Esser · Annemarie Zimmermann | Spojené státy americké (USA) · Francine Fox · Glorianne Perrier | Rumunsko (ROU) · Hilde Lauer · Cornelia Sideri |

## Přehled medailí
| Pořadí | Země                           | Zlato | Stříbro | Bronz | Celkově |
| ------ | ------------------------------ | ----- | ------- | ----- | ------- |
| 1.     | Sovětský svaz (URS)            | 3     | 0       | 1     | 4       |
| 2.     | Tým sjednoceného Německa (EUA) | 2     | 1       | 1     | 4       |
| 3.     | Švédsko (SWE)                  | 2     | 0       | 0     | 2       |
| 4.     | Rumunsko (ROU)                 | 0     | 2       | 3     | 5       |
| 5.     | Spojené státy americké (USA)   | 0     | 1       | 1     | 2       |
| 6.     | Francie (FRA)                  | 0     | 1       | 0     | 1       |
| 6.     | Maďarsko (HUN)                 | 0     | 1       | 0     | 1       |
| 6.     | Nizozemsko (NED)               | 0     | 1       | 0     | 1       |
| 9.     | Dánsko (DEN)                   | 0     | 0       | 1     | 1       |
| Celkem | Celkem                         | 7     | 7       | 7     | 21      |